# けいききゅう座

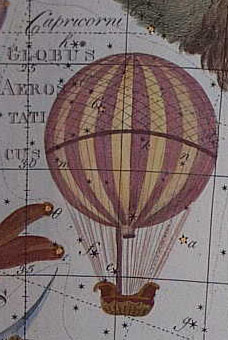
ヨハン・ボーデの星図に描かれたけいききゅう座

けいききゅう座（けいききゅうざ、軽気球座、Globus Aerostaticus）は、フランスの天文学者のジェローム・ラランドがみずがめ座とやぎ座の南側に設けた星座の1つである。現在は使われていない。
ラカイユが南天に化学実験用具などをモチーフにした星座を設けたことに刺激を受けたラランドは、1798年にドイツの天文学者ヨハン・ボーデと、モンゴルフィエ兄弟の熱気球と、グーテンベルクの活版印刷をモチーフとした2つの星座を作ることで合意した。この2つの星座は、1801年に刊行されたボーデの「ウラノグラフィア」の中で、 Globus Aerostaticus と Officina Typographica (印刷室座) として初めて登場した。いずれの星座も、現在の88星座には採用されていない。